# Micro-spatially offset Raman spectroscopy
Il micro-spatially offset Raman spectroscopy (micro-SORS) è una tecnica analitica sviluppata nel 2014 per lo studio non-distruttivo di materiali micro-stratificati non trasparenti (turbidi), caratterizzati da elevata diffusività. La tecnica costituisce un’implementazione del metodo SORS, portando come principale innovazione l’aumento della risoluzione dalla tecnica grazie all’accoppiamento di SORS e microscopia ottica. Il micro-SORS consente di ottenere la composizione molecolare del materiale analizzato, strato per strato, direttamente dalla superficie, senza dover eseguire una sezione stratigrafica (tramite cross section). La tecnica si dimostra particolarmente utile nel campo dei beni culturali, nelle scienze forensi e nelle applicazioni biomediche, dove una micro-distruttiva analisi in sezione stratigrafica è sconsigliata o non possibile a causa dell’unicità del campione o dell’alterazione dello stesso durante il processo di sezionamento.
Il micro-SORS è, nella sua essenza, un metodo non-invasivo, essendo adatto all’analisi diretta sulla superficie di un oggetto senza necessità di lavorare su campioni; tuttavia il metodo è stato sviluppato su uno microscopio Raman da banco, motivo per cui il campionamento diventa necessario se l’oggetto non è trasportabile o è di dimensioni troppo elevate. Per svincolare il tecnica dalla necessità di campionare, sono stati sviluppati alcuni prototipi di micro-SORS portatile che sono attualmente in fase di ottimizzazione.
Ad oggi, il micro-SORS è stato principalmente utilizzato per analizzare materiali biologici come ossa e sangue, materiali appartenenti ai Beni Culturali, in particolar modo le stratigrafie pittoriche, ma altri materiali micro-stratificati sono stati oggetto di studio tra cui polimeri, chicchi di grano e carta industrialmente prodotta.

## Principio di funzionamento
Nei materiali turbidi, altamente diffusivi, una scansione confocale di profondità non risulta un metodo di indagine efficace perché i fotoni incidenti sono soggetti ad un numero molto elevato di eventi di scattering, ostacolando la focalizzazione del fascio al di sotto della superficie.
Al contratio, una misura micro-SORS effettuata su una superficie è in grado di collezionare preferenzialmente il segnale Raman di quelle sostanze che si trovano al di sotto della superficie stessa, permettendo di ricostruire la successione di degli strati presenti nel materiale indagato. Questo è possibile allargando il diametro dello spot del laser eccitatore e dell’area di raccolta del segnale (defocusing) o separando, a scala micrometrica, le zone di illuminazione e di raccolta (Full micro-SORS), in modo da consentire la raccolta dei fotoni Raman generati in profondità e che riemergono in superficie lateralmente rispetto alla zona di incidenza del laser. 

## Varianti del micro-SORS

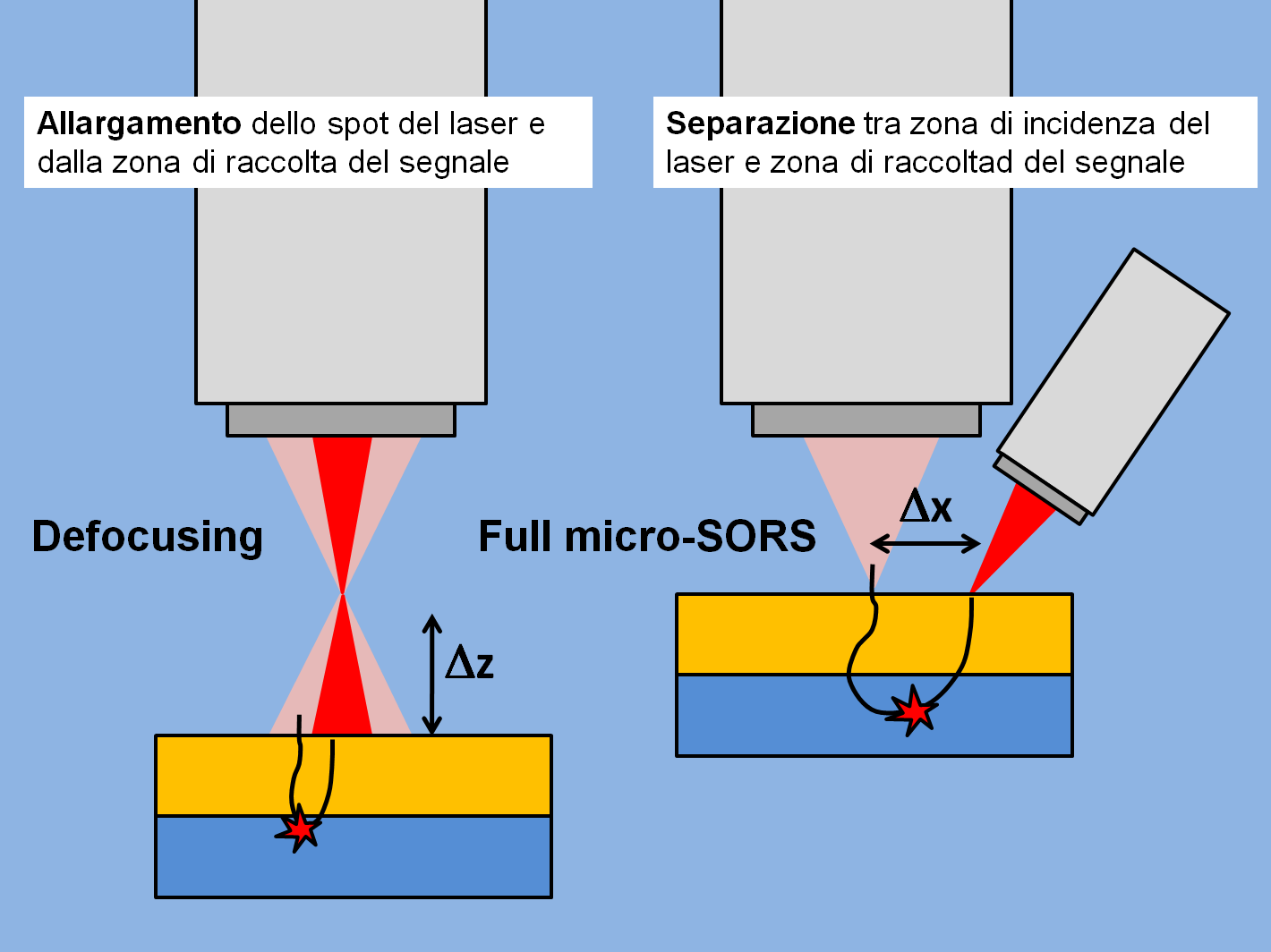
Defocusing e Full micro-SORS. In questa immagine, la separazione tra il laser e la zona di raccolta nel Full micro-SORS è ottenuta utilizzando un probe esterno.

### Defocusing micro-SORS
Il defocusing costituisce la variante più basilare e consiste nell’allargamento dello spot del laser e dell’area di raccolta del segnale che si ottiene allontanando l’obiettivo del microscopio dalla posizione di fuoco della superficie (movimento in Δz), spostamento che solitamente varia da poche decine di micron a due millimetri, a seconda dello spessore e numero di strati del materiale analizzato. Il defocusing non prevede quindi una completa separazione tra punto di incidenza del laser e area di raccolta del segnale Raman, motivo per cui risulta meno efficace in termini sia di profondità di penetrazione che di discriminazione tra segnale proveniente dalla superficie e quello proveniente dagli strati più interni del materiale. Il grande vantaggio di questa variante è la sua semplicità di esecuzione e il fatto che non siano necessarie modifiche né hardware né software dello strumento. 

### Full micro-SORS
Questa variante, più sofisticata, prevede una completa separazione tra zone di eccitazione e raccolta del segnale. La separazione (Δx) può avvenire utilizzando un probe esterno o delle fibre ottiche per convogliare il laser eccitatore, spostando lo spot del laser utilizzando gli specchi beam-stirr di allineamento, utilizzando una CCD con risoluzione spaziale, utilizzando un dispositivo DMD, o combinando SORS iperspettrale e defocusing micro-SORS. La distanza, o offset, tra le due zone varia tipicamente da poche decine di micron ad un millimetro, anche se la perdita di segnale conseguente all’allontanamento dal punto di eccitazione spesso limita la distanza di offset a poche centinaia di micron.

## Ricostruzione della stratigrafia

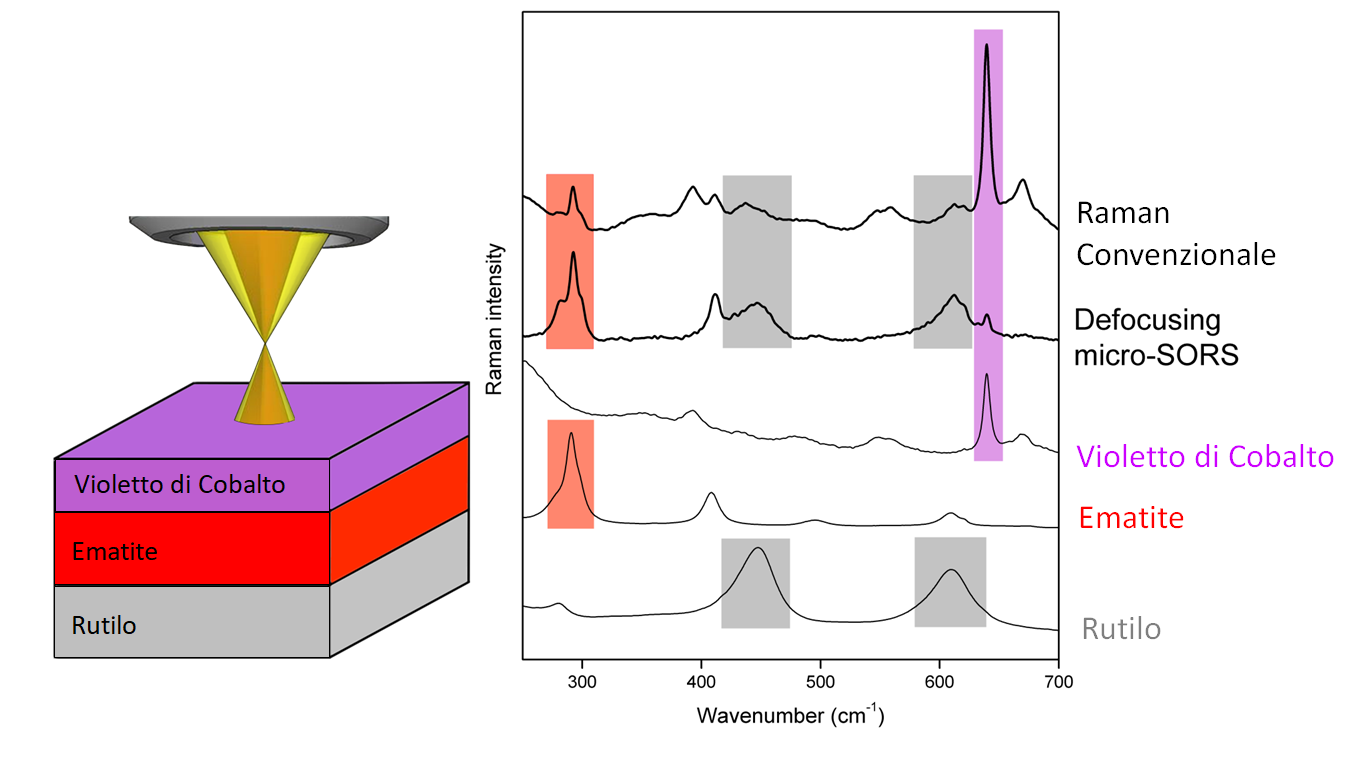
Confronto tra uno spettro micro-Raman convenzionale e uno spettro ottenuto utilizzando il defocusing micro-SORS.

La ricostruzione della successione degli strati richiede che siano raccolti uno spettro eseguito convenzionalmente e almeno uno spettro micro-SORS; tuttavia acquisire molti spettri micro-SORS aumentando progressivamente la distanza di defocusing o di offset rappresenta il miglior approccio per caratterizzare sistemi incogniti. Un confronto tra spettri permette quindi di ricostruire la composizione dei diversi strati: negli spettri micro-SORS, i segnali Raman degli strati presenti al di sotto della superficie emergono o risultano intensificati rispetto al segnale relativo alla superficie. Una normalizzazione o sottrazione spettrale permette di visualizzare più chiaramente queste variazioni. Lo spessore degli strati può venire stimato in modo indiretto dopo calibrazione con campioni che possiedono strati a spessore noto e la stessa composizione di quelli del sistema stratificato in analisi. 

## Micro-SORS e beni culturali
Non-invasività e non-distruttività costituiscono importanti obiettivi per chi si occupa di scienza per la conservazione. Le tecniche non invasive consentono infatti lo studio degli oggetti d’arte senza arrecare loro danno, mentre le tecniche non-distruttive consentono di non danneggiare i campioni prelevati, rendendoli riutilizzabili e disponibili per altre analisi. Il micro-SORS è stato inizialmente sviluppato per rispondere alla necessità di avere una tecnica non-invasiva/distruttiva caratterizzata da elevata specificità chimica per l’analisi delle stratigrafie pittoriche. Nei manufatti dipinti, il film pittorico è solitamente ottenuto sovrapponendo diversi strati di colore di spessore dell’ordine di grandezza dei micron, e la caratterizzazione degli strati pittorici risulta molto importante per numerosi motivi tra cui determinare la presenza di prodotti di degrado, ottenere informazioni riguardo alla tecnica pittorica ed alle informazioni di supporto ad una datazione o autenticazione. Ad oggi il micro-SORS è stato utilizzato con successo per lo studio di stratigrafie pittoriche di statue policrome, dipinti murali antichi, cartoncini dipinti e opere di street-art.